# Uniunea Magrebului Arab
Uniunea Maghrebului Arab (UMA) (arabă : اتحاد المغرب العربي) este o organizație economică și politică formată din cele cinci state din Magreb: Algeria,Libia, Maroc, Mauritania și Tunisia. Secretariatul General se află în Maroc, la Rabat. 
Populația celor cinci state era evaluată la aproximativ 90 de milioane de locuitori în anul 2012. 
Uniunea a fost creată în 1989 și era considerată o „realizare geostrategică importantă”, însă nu este foarte influentă în ceea ce privește politica statelor membre. Ultima întâlnire a Consiliului șefilor de stat a avut loc în 1994. 

## Formare
Fondarea uniunii a început în cadrul luptei anticolonialiste. În 1927, la Cairo, s-a fondat o comisie de eliberare a Magrebului. În 1945 a avut loc o conferință a mișcărilor naționale din nordul Africii. 
În 1958, a avut loc reuniunea de la Tanger, care i-a reunit pe șefii mișcărilor naționale din Maroc, Algeria și Tunisia. Scopul acestei reuniuni a fost acela de a pregăti o uniune a statelor din Magreb. 
Pe 17 februarie 1989, cei cinci șefi de stat au semnat Tratatul constitutiv al Uniunii Magrebului Arab, la Marrakech. Semnarea tratatului a fost pregătită în cadrul reuniunii de la Zeralda, din data de 10 iunie 1988. 

## Uniunea
Principalele instituții ale UMA sunt Consiliul șefilor de stat, Consiliul miniștrilor de externe, o curte de justiție, Cameră consultativă, Comisii administrative speciale. 
Pe plan economic, obiectivele UMA sunt libera circulație a mărfurilor și a persoanelor și instituirea unei zone de liber schimb. Alte obiective importante sunt crearea unei bănci de investiții magrebine, îmbunătățirea rețelelor feroviare sau crearea unei autostrăzi care să lege statele membre. 
Cu toate că schimburile între state au crescut, rămân oarecum limitate, aproximativ 5% din totalul de schimburi. Construcția gazoductului care leagă astăzi Algeria de Spania și care trece prin Maroc este un exemplu de realizare care ar pemite o relansare a UMA, însă tensiunile politice sunt încă puternice. 
Această uniune ar fi trebuit să întruchipeze un proces de reconciliere și apropiere regională, însă tensiunile regionale au împiedicat realizarea acestor obiective. În anii 90, activitatea uniunii a fost blocată de embargoul internațional contra Libiei și de războiul civil din Algeria, iar în prezent integrarea magrebină este încetinită de dezacordurile dintre Algeria și Maroc cu privire la Sahara Occidentală.

## Denumire
Titlul uniunii este contestat de berberi, care, din motive etnice, propun denumirea de „Magreb”, în locul celei de „Magreb arab”. 
În cadrul unei reuniuni a miniștrilor de externe, Saad-Eddine El Othmani, șeful diplomației marocane, a propus renunțarea la termenul de „arab” din titlul uniunii, propunând denumirea de „Uniunea Magrebină”. Propunerea a fost susținută de Mauritania, dar a fost respinsă de Libia, Tunisia și Algeria. 

## Țări membre
Țările membre ale Uniunii Mgrebului Arab sunt:
- Algeria
- Libia
- Maroc
- Mauritania
- Tunisia